# Limnophora missimensis
Limnophora missimensis är en tvåvingeart som beskrevs av Shinonaga 2005. Limnophora missimensis ingår i släktet Limnophora och familjen husflugor. Inga underarter finns listade i Catalogue of Life.